# WWE ở Ả Rập Saudi
WWE, một tổ chức quảng bá đấu vật chuyên nghiệp của Mỹ có trụ sở tại Stamford, Connecticut, Hoa Kỳ, đã quảng bá các sự kiện ở Ả Rập Xê Út từ năm 2014. Trái ngược với các sự kiện WWE thông thường, các đô vật nữ bị cấm xuất hiện trong các sự kiện được tổ chức tại Ả Rập Xê Út cho đến năm 2019.
Nhiều sự kiện trong nước do WWE quảng bá đã bị chỉ trích do hạn chế quyền bình đẳng LGBT. Những điều này đã bị lên án bởi các nhóm hoạt động như Code Pink và một số chính trị gia. 

## Lịch sử
Tháng 12/2013, có thông báo rằng WWE sẽ bắt đầu tổ chức sự kiện tại Ả Rập Saudi. Tháng 4/2014, WWE đã tổ chức các buổi trình diễn trong nhà đầu tiên của họ tại Riyadh. Những buổi biểu diễn này là ba buổi biểu diễn riêng biệt tại Sân vận động Green Halls. Tháng 10/2015, WWE đã thực hiện ba buổi biểu diễn trong nhà ở Jeddah, tại Nhà thi đấu King Abdullah Sports City Sports Hall. Tháng 11/2016, WWE một lần nữa quay trở lại Sân vận động Green Halls ở Riyadh, cho hai sự kiện trực tiếp bổ sung. Các sự kiện năm 2016 chỉ dành riêng cho SmackDown.
Ngày 5/3/2018, WWE và Cơ quan thể thao tổng hợp Ả Rập Xê Út đã quảng cáo Greatest Royal Rumble, một sự kiện trực tiếp sẽ được tổ chức vào ngày 27/4/2018 tại Sân vận động Quốc tế King Abdullah, một phần của King Abdullah Sports City ở Jeddah, Ả Rập Xê Út . Sự kiện này là sự kiện đầu tiên trong quan hệ đối tác đa nền tảng chiến lược kéo dài 10 năm giữa WWE và Tổng cục Thể thao Ả Rập Xê Út nhằm hỗ trợ tầm nhìn đến năm 2030 của Ả Rập Xê Út, chương trình cải cách kinh tế và xã hội của Ả Rập Xê Út.

## Sự kiện trực tiếp

### Sự kiện trong nhà
|  | SmackDown |

| STT | Ngày                    | Thành phố            | Địa điểm                              |
| --- | ----------------------- | -------------------- | ------------------------------------- |
| 1   | Ngày 17–19 tháng 4/2014 | Riyadh, Saudi Arabia | Green Halls Stadium                   |
| 2   | Ngày 8–10 tháng 10/2015 | Jeddah, Ả Rập Xê Út  | King Abdullah Sports City Sports Hall |
| 3   | Ngày 3-4 tháng 11/2016  | Riyadh, Ả Rập Xê Út  | Green Halls Stadium                   |

### Sự kiện Pay-per-view
| 1                                         | Greatest Royal Rumble           | 27/4/2018  | Jeddah, Ả Rập Xê Út              | Sân vận động thể thao quốc tế nhà vua Abdullah | 50-man Royal Rumble match tranh danh hiệu Greatest Royal Rumble Trophy và đai vô địch                                                                   |
| 2                                         | Crown Jewel (2018)              | 2/11/2018  | Riyadh, Vùng Riyadh, Ả Rập Xê Út | King Saud University Stadium                   | D-Generation X (Shawn Michaels và Triple H) vs The Brothers of Destruction (Kane và The Undertaker)                                                     |
| 3                                         | Super ShowDown (2019)           | 7/6/2019   | Jeddah, Ả Rập Xê Út              | Sân vận động thể thao quốc tế nhà vua Abdullah | The Undertaker vs. Goldberg |
| 4                                         | Crown Jewel (2019)              | 31/10/2019 | Riyadh, Vùng Riyadh, Ả Rập Xê Út | Sân vận động Quốc tế Nhà vua Fahd              | Seth Rollins (c) vs. "The Fiend" Bray Wyatt trong trận đấu Falls Count Anywhere match tranh đai WWE Universal Championship                              |
| 5                                         | Super ShowDown (2020)           | 27/2/2020  | Riyadh, Vùng Riyadh, Ả Rập Xê Út | Mohammed Abdu Arena                            | "The Fiend" Bray Wyatt (c) vs Goldberg tranh đai WWE Universal Championship                                                                             |
| 6                                         | Crown Jewel (2021)              | 21/10/2021 | Riyadh, Vùng Riyadh, Ả Rập Xê Út | Mohammed Abdu Arena                            | Roman Reigns (c) (với Paul Heyman) vs Brock Lesnar tranh đai WWE Universal Championship                                                                 |
| 7                                         | Elimination Chamber (2022)      | 19/2/2022  | Jeddah, Ả Rập Xê Út              | Jeddah Super Dome                              | Brock Lesnar vs Bobby Lashley (c) vs AJ Styles vs Austin Theory vs Riddle vs Seth Rollins trong trận đấu Elimination Chamber tranh đai WWE Championship |
| 8                                         | Crown Jewel (2022)              | 5/11/2022  | Riyadh, Ả Rập Xê Út              | Mrsool Park                                    | Roman Reigns (c) vs Logan Paul tranh đai Undisputed WWE Universal Championship                                                                          |
| 9                                         | Night of Champions (2023)       | 27/5/2023  | Jeddah, Makkah, Ả Rập Xê Út      | Jeddah Super Dome                              | Kevin Owens & Sami Zayn (c) vs Roman Reigns & Solo Sikoa tranh đai Undisputed WWE Tag Team Championship                                                 |
| 10                                        | Crown Jewel (2023)              | 4/11/2023  | Riyadh, Vùng Riyadh, Ả Rập Xê Út | Mohammed Abdo Arena                            | Roman Reigns (c) vs LA Knight tranh đai Undisputed WWE Universal Championship                                                                           |
| 11                                        | King & Queen of the Ring (2024) | 25/5/2024  | Jeddah, Ả Rập Xê Út              | Jeddah Super Dome                              | Cody Rhodes vs. Logan Paul tranh đai Undisputed WWE Championship                                                                                        |
| 12                                        | Crown Jewel (2024)              | 2/11/2024  | Riyadh, Vùng Riyadh, Ả Rập Xê Út | Kingdom Arena                                  | TBD |
| (c) – chỉ người vô địch bước vào trận đấu |                                 |            |                                  |                                                | |